# 电脑视觉综合症
电脑视觉症候群（Computer vision syndrome，CVS）是长时间盯视电脑、智慧型手機、攜帶型遊戲機以及电子书等數位设备螢幕导致的医学症状。医生估计，美国有将近8千万人可能有这种症状，这还不包括越来越多有跟电子设备相关的眼睛问题的儿童。

## 症状
研究显示，人们在专注于電腦工作的时候，不會像平常一样频繁眨眼，進而就导致眼球干燥，眼睛疲劳。而眼睛里有一条肌肉，让眼睛可以把焦点对准正在看的东西，假如持续盯着电脑螢幕看几个小时，便會使得此肌肉就疲劳。
电脑视觉症候群是由过度盯视造成，既不会损害眼睛，也不会造成青光眼或視網膜病變之类的眼病，但会使眼球表面干燥。此病症將导致疲劳、头疼、颈部疼痛、视觉重影，以及间歇性视觉模糊。

## 治疗
医生们表示，可以采取一些简单的措施应对这方面的很多问题。例如，戴工作眼镜。这种眼镜跟传统的看远的部分在上面、看近距离或中距离的部分在下面的双焦或三焦眼镜不一样，它是把看电脑距离的部分设在上面，因为我们戴眼镜看电脑都是从上面看，用来看阅读材料的部分设在下面。
医生们还建议常用电脑的人使用润滑眼球的滴眼液，每15分钟休息一次，眺望远处。要确保电脑屏幕高度合适。最好是比你的视线低10公分，不要抬头看电脑螢幕。
尽管这些解决方法看起来简单易行，但医生们预计电脑视觉症候群的情况会更加恶化，因为现在有更多的电影和电视节目都可以在电脑上看到，也可以在越来越多小型电子设备上看到。

## 另見
- 乾眼症